# Els germans Karamàzov (pel·lícula de 1969)
Els germans Karamàzov (títol original en rus: Бра́тья Карама́зовы, Bràtia Karamàzovi) és una pel·lícula soviètica dirigida per Kiril·l Lavrov, Ivan Píriev i Mikhaïl Uliànov, estrenada el 1969. Ha estat doblada al català.

## Argument
Rússia, 1870. Hi ha moltes tensions a la família Karamàzov. El pare és un tirà domèstic i un llibertí, els tres fills del qual tenen caràcters ben diferents. Un d'ells s'enamora de Grúixenka, mestra del seu pare...
Adaptació de la novel·la homònima de Fiódor Dostoievski.
Les relacions complexes de Fiódor amb els seus quatre fills són l'ocasió d'explorar algunes dels components de la societat russa de finals del segle xix.

## Repartiment
- Mikhaïl Uliànov: Dmitri Karamàzov
- Lionel·la Pírieva: Grúixenka
- Kiril·l Lavrov: Ivan Karamàzov
- Andrei Miagkov: Alioixa Karamàzov
- Mark Prudkin: Fiódor Pàvlovitx Karamàzov
- Svetlana Korkoixko: Katerina Ivànovna
- Valentín Nikulin: Pàvel Smerdiakov
- Pàvel Pavlenko: monjo Zóssima
- Andrei Abrikóssov: Kuzmà Kuzmitx Samsónov
- Ivan Làpikov: Liagavi

## Premis i nominacions

### Nominacions
- 1969: Premi d'Or en el Festival Internacional de Cinema de Moscou per	Kiril·l Lavrov, Ivan Píriev i Mikhaïl Uliànov
- 1970: Oscar a la millor pel·lícula de parla no anglesa